# Nacionalismo véneto

Bandera histórica del Véneto.

El nacionalismo véneto o venetismo es un término utilizado para definir un movimiento regionalista que exige más autonomía para Véneto de Roma, si no la independencia, y la promoción de la redescubierta República de Venecia así como sus tradiciones, cultura y lengua. Según Paolo Possamai, el venetismo es "la variedad de veneto y de venecianos hacia el reconocimiento de su identidad y autonomía". El venetismo es un movimiento amplio, que indudablemente incluye los partidos venetistas, pero también incluye gente de todos los partidos políticos (inclusive neofascistas y de la extrema derecha nacionalista italiana).

## Historia
El movimiento de los automistas venetos no llega al 4% del electorado, por lo que no tiene representación en el Parlamento italiano. Ha aparecido en 1970 y nunca ha logrado alguna mayoría en la "Region veneto".  
Los venetistas consideran al Véneto como una nación separada de Italia y, a menudo, niegan la validez del resultado del referéndum con el que el Véneto se unió con Italia en 1866. Algunos, como el Véneto Estado, proponen una reedición de este referéndum y hacen campañas para avanzar la independencia de Venetia, un país que sería compuesto de todos los territorios de la República de Venecia histórica, incluyendo Veneto, Friuli-Venecia Julia, algunas áreas de Lombardía (Brescia, Bergamo, Crema y una parte de la Provincia de Trento.
En cualquier caso, también la constitución de la Región del Véneto reconoce a la "gente véneta" el estatus de "popolo (lit. pueblo) veneto". También, la UNESCO da a la lengua veneciana situación de la lengua fuera de peligro, ya que es por lo general hablada en el Véneto, parte de Friuli-Venecia Julia, parte de Croacia, Rio Grande do Sul, Santa Catarina en Brasil y Chipilo en México. 
Tal vez la más importante asociación cultural venetista es Raixe Venete, que organiza cada año la Festa dei Veneti en Cittadella (donde venetistas de todas las ideologías políticas, asociaciones venetistas, actores, músicos y bandas de rock, y muchos simples ciudadanos se reúnen), y cuya página web está traducida a varios idiomas. 

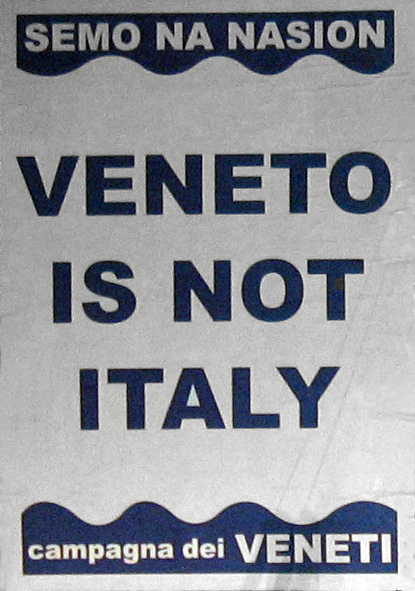
Semo na nasion (Somos una nación), Véneto no es Italia. Lema utilizado en la campaña de las elecciones locales de 2009.

### Partidos políticos
Desde finales del decenio de 1970 muchos partidos venetistas se fundaron en el Véneto, en particular:
- Liga Véneta (parte de Lega Nord desde 1991)
- Unión del Pueblo Véneto (fusionado con la Liga Véneta en 1995)
- Liga Fronte Veneto (nacido después de la unión de Véneti d'Europa y Fronte Marco Polo)
- Proyecto Nordeste
- Véneto Estado

### Movimientos políticos
- Vénetos en Movimiento

### Venetistas prominentes
Los más prominentes venetistas son Franco Rocchetta (fundador de la Liga Véneta), Ettore Beggiato (quien escribió un libro titulado: "1866: el gran truco"), Sabino Acquaviva, Giampaolo Borsetto, Goffredo Parise, Fabrizio Comencini, Giorgio Vido, Fabio Padovan, Gian Paolo Gobbo, Manuela Dal Lago, Luca Zaia, Flavio Tosi y Patrik Riondato.

### Intento de asalto de la plaza de San Marcos en 2014
El 2 de abril de 2014 la policía italiana detuvo a 24 personas presuntamente implicadas en un intento de asalto de la plaza de San Marcos de Venecia, para el que habían transformado una excavadora en un tanque rudimentario dotado de un cañón de 12 milímetros. Su propósito era proclamar la independencia de la región del Véneto. Entre los detenidos se encontraba un exparlamentario de la Liga Véneta y dos personas que en 1997 ya participaron en un intento similar cuando un grupo de independentistas vénetos se subieron al campanario de la plaza para colocar allí la bandera de la vieja República de Venecia —una acción por la que fueron condenados a tres años de servicios sociales—. «Nosotros somos vénetos y los italianos son extranjeros», declaró al diario español El País un independentista. Pero el número muy limitado de los participantes al asalto ha hecho que el diario italiano Il Giornale los ridiculizara come simple "colegiales borrachos".

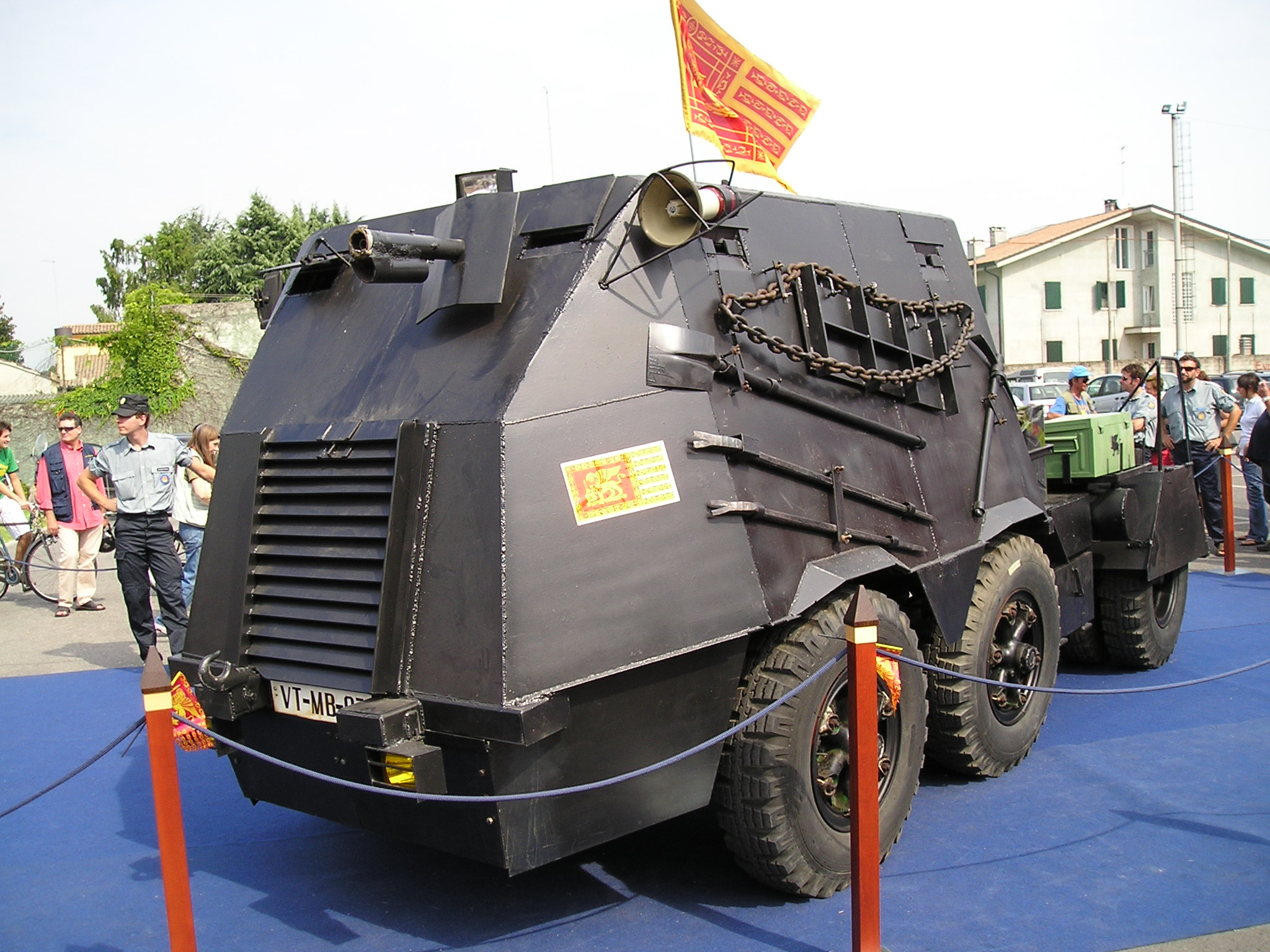
Tanque utilizado por los nacionalistas venecianos en un intento de asalto a la Plaza de San Marcos en 1997. La acción se trató de repetir en abril de 2014.

### Encuesta no vinculante por la independencia de 2014
Entre el 16 y el 21 de marzo de 2014, se celebró una encuesta no vinculante sobre la independencia del Véneto, la consulta se hizo de forma privada y a través de una página web denominada plebiscito.eu. La idea fue promovida por una plataforma llamada Plebiscito 2013, una organización nacionalista bajo el liderazgo de Gianluca Busato.
La encuesta, que fue calificada como una "farsa"  o un "fraude" por algunos medios de comunicación extranjeros. Consistió en cuatro preguntas: la primera de ellas sobre la independencia de la región y las otras tres relacionadas con cuestiones como la adopción del euro como moneda oficial; y la entrada hipotética del país a la Unión Europea y a la OTAN.
Los organizadores de la consulta aseguraron haber contado con la participación de 2.36 millones de venecianos (el 63,2% del censo), de los cuales el 89,1% habían apoyado la independencia. Los resultados según el sondeo en línea fueron los siguientes:
| Pregunta                                                                               | Votos válidos | Sí                | No               |
| -------------------------------------------------------------------------------------- | ------------- | ----------------- | ---------------- |
| ¿Quiere que el Véneto se convierta en una república federal, independiente y soberana? | 2.360.235     | 2.102.969 (89,1%) | 257.266 (10,9%)  |
| Cuestión sobre la adhesión a la Unión Europea                                          | 833.550       | 464.534 (55.73%)  | 369.016 (44.27%) |
| Cuestión sobre el uso del Euro como moneda oficial del país                            | 919.518       | 472.409 (51.73%)  | 447.189 (48.63%) |
| Cuestión sobre la adhesión a la OTAN                                                   | 740.431       | 477.312 (64.46%)  | 263.119 (35.53%) |

Tras la votación y seguros de haber contado con el "apoyo mayoritario de los venecianos", se hizo una proclamación de la independencia de la región en la ciudad e Treviso el 21 de marzo.
Sin embargo, los resultados de la encuesta fueron cuestionados por los críticos del movimiento, quienes aseguraron que en realidad nunca se habían superado más de 130 mil participantes (un 3,6% del censo). Incluso algunos medios denunciaron que una décima parte de las visitas provenían de la ciudad de Santiago de Chile. La consulta no fue vinculante ni tampoco recibió reconocimiento alguno de cualquier organización política o estado.

### Referéndum consultivo sobre la autonomía de 2017
En abril de 2017, el presidente regional del Véneto, Luca Zaia, anunció la celebración de una consulta no vinculante el día 22 de octubre. La consulta fue aprobada por el Consejo Regional con el objetivo de conocer la opinión ciudadana acerca del régimen de la región dentro del estado italiano, así como una revisión de la relación entre región y país para solicitar una mayor autonomía si la población así lo desea.
El referéndum no es vinculante, sin embargo, sí puede tener efectos políticos al ser utilizado como herramienta de presión en las negociaciones entre el Véneto e Italia, en caso de una victoria del sí. En virtud del artículo 27, párrafo 2, del Estatuto regional, en caso de alcanzar  una tasa de participación superior al 50%, consejo regional deberá considerar la discusión sobre los resultados del referéndum dentro de los noventa días a partir del anuncio de los resultados. En tal caso, si los votos necesarios se mantienen, el presidente de la Junta presentará a la legislatura un programa de negociaciones para discutirse con el Ejecutivo Estatal, junto con un proyecto de ley para lograr el estatuto especial de autonomía diferenciada respecto a otras regiones de Italia.
En la misma fecha se llevará a cabo una consulta similar en la región de Lombardía. Se debe mencionar que las regiones lombarda y véneta son gobernadas por la Liga Norte.
El estatuto especial actualmente es reconocido en cinco regiones italianas: Sicilia, Cerdeña, el Valle de Aosta, Trentino-Alto Adigio y Friuli-Venecia Julia.